# 下澤嶽
下澤 嶽（しもさわ たかし、1958年 - ）は、日本の市民活動家、社会学者（国際協力・NGO/NPO）。ジュマ・ネット共同代表、特定非営利活動法人国際協力NGOセンター理事、静岡文化芸術大学文化政策学部国際文化学科学科長。
特定非営利活動法人シャプラニール＝市民による海外協力の会事務局長、特定非営利活動法人国際協力NGOセンター事務局長などを歴任した。

## 経歴
愛知県豊橋市出身。1981年 愛知大学法経学部経済学科卒業。英国 CSV (Community Service Volunteers) の1年間ボランティアに参加。帰国後、日本青年奉仕協会、世田谷ボランティア協会を経て、1988年にはシャプラニール（市民による海外協力の会）の駐在としてバングラデシュへ。1998年より同会事務局長。2002年に退職し、平和構築 NGO ジュマ・ネット代表を務める傍ら、2006年からは国際協力 NGO センター (JANIC) 事務局長を務めた。
2010年 一橋大学大学院社会学研究科地球社会研究専攻博士課程単位取得退学（社会学修士）。
2010年4月より静岡文化芸術大学文化政策学部国際文化学科准教授に就任。

## 研究
- 研究分野は、国際協力、NGO、市民社会、ボランタリズム、平和構築。
- 担当科目は、国際協力論、NPO-NGO 論、国際文化基礎論。

## エピソード
- 今日ある下澤の原点は、学生時代にまで遡る。他の学生たちとよく行っていた政治議論が教条的でなじめずにいた時、ボランティア活動と出会う。初めて参加した重度障害者とのピクニックでは慣れずに緊張もしたというが、食事やトイレの介護をするうちに、彼らも全然自分と変わらない人たちであることが分かり、次第に友だちとして接するようになっていったのだという。それまで、ボランティア活動は、崇高で偉い人たちや宗教的な動機をもった人たちがやる特殊な世界だと思っていたが、普通のことではないかとそのとき理解できるようになった。それがボランティアに活動に打ち込むきっかけとなっている。さらに、学生時代、インドを旅行した時、インド社会に内包されているエネルギーと貧富の差に圧倒されたという。貧困者や病人、女性といった社会的弱者が路上で物乞いをしていたり、旅行者から利益を得ようと群がってくる観光業者など様々な人たちがいて、強いカルチャーショックを受けたという。以来、日本社会がこれだけ豊かなのは特殊なのであって、世界の人口のほとんどの人たちがこういう状況におかれており、今の地球社会の本来的な姿はこちらなのかもしれないと考え始めるようになり、世界観の座標軸がグーっと変わって、日本社会の規範で生きていくことはそんなに大事なことなのではないと思えるようになった。それが下澤のグローバリズムの出発点になっている。
- NGO 時代、地元の親戚の人たちに「今何をやっているの？」と消息を尋ねられ、「NGO です」と答えたが、なかなか自分の仕事を理解してもらうことができなかったといい、NGO のことを職業として説明しきれないところに日本社会のボランティアに対する壁の厚さを感じるのだという。
- 下澤自身がシャプラニールという NGO で働いていた時、バングラデシュの現地スタッフがストライキを起こして、解決まで2か月半を要してしまい、現地社会にたいへんな迷惑をかけたという苦い経験をしている。この経験を踏まえて、「外から関わろうとする NGO が、現地社会にまったく迷惑をかけないということが理想であるが、多少なりとも迷惑をかけたり、摩擦を生むことも前提にしなくてならず、そういった事実を日本の支援者に伝えることを避けたり、絵に描いたような成功物語しか見せない NGO の態度は真摯とは言えない」と述べている。

## 国際協力 NGO センター
- 1987年に当時の日本における国際協力 NGO のリーダーたちが設立した全国規模のネットワーク型NGOであり、外務省や国際協力機構 (JICA) と国際協力 NGO との定期協議の NGO 側の窓口として、いわば、日本の国際協力 NGO の総元締めとしての役割を果たしている組織である。
- 全国の NGO が互いに集まって考え、協同する場として、単なる情報交換だけではなく、各 NGO 組織の経営問題やスタッフの育成課題などを解決する具体的な方策作りのための協働作業を行っている。

## 著書
- 「国家・社会変革・NGO　政治への視線/NGO運動はどこへ向かうべきか」　（新評論　2006年）
- 「開発NGOとパートナーシップ　南の自立と北の役割」　（コモンズ　2007年）
- 「チッタゴン丘陵白書　バングラデシュ・チッタゴン丘陵地帯の先住民族　紛争・人権・開発。土地問題2003~2006」　（ジュマ・ネット　2007年）

## 所属学会
- 日本平和学会